# Christoph Daniel Kreber
Christoph Daniel Kreber (født 1. oktober 1755 i København, død 5. december 1840) var en dansk officer og møntsamler.
Han var søn af generalløjtnant Johan Daniel Kreber. Fra vuggen bestemt til militærtjenesten blev han allerede 1767 sekondløjtnant ved Kongens Regiment og gjorde senere tjeneste ved forskellige andre regimenter; 1779 fik han premierløjtnants karakter, blev 1782 virkelig premierløjtnant, fik kaptajns karakter 1789, blev stabskaptajn 1790, kompagnichef 1793, major 1801, bataljonskommandør 1807, oberstløjtnant 1808, kommandør for Kongens Regiment 1810, Ridder af Dannebrogordenen 1811, oberst 1812, samme år kammerherre, Dannebrogsmand 1817 og 1826 Kommandør af Dannebrog. Da han i sit 73. år 1828 søgte sin afsked, hvilken han fik med titel af generalmajor, forenede alle regimentets officerer sig om at lade præge en medalje til hans ære med hans portræt og navn og med indskriften: "Hædret af Kongen, elsket af Undergivne". Efter at være trådt tilbage fra militærtjenesten anvendte Kreber sit otium til at anlægge en meget betydelig og værdifuld samling af mønter og medaljer, især danske og norske, over hvilken J.B. Sorterup efter Krebers anmodning har forfattet en fortrinlig beskrivelse. Kreber døde 5. december 1840.